# Brustkorb

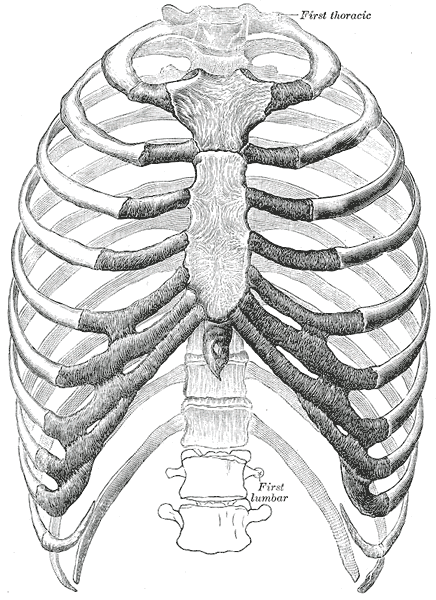
Knochen des Thorax

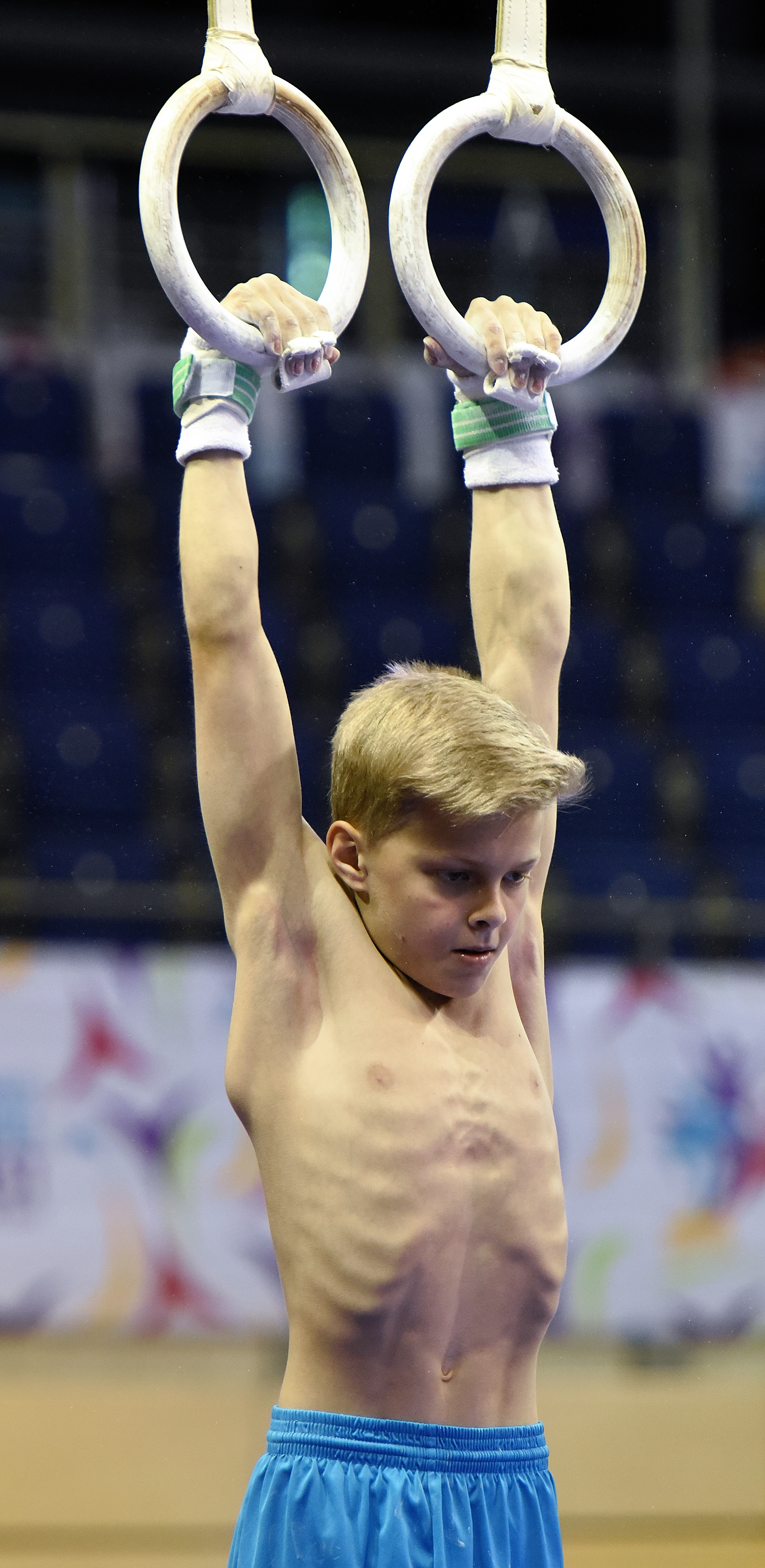
Deutlich sichtbarer Thorax bei einem Jugendturner an den Ringen.

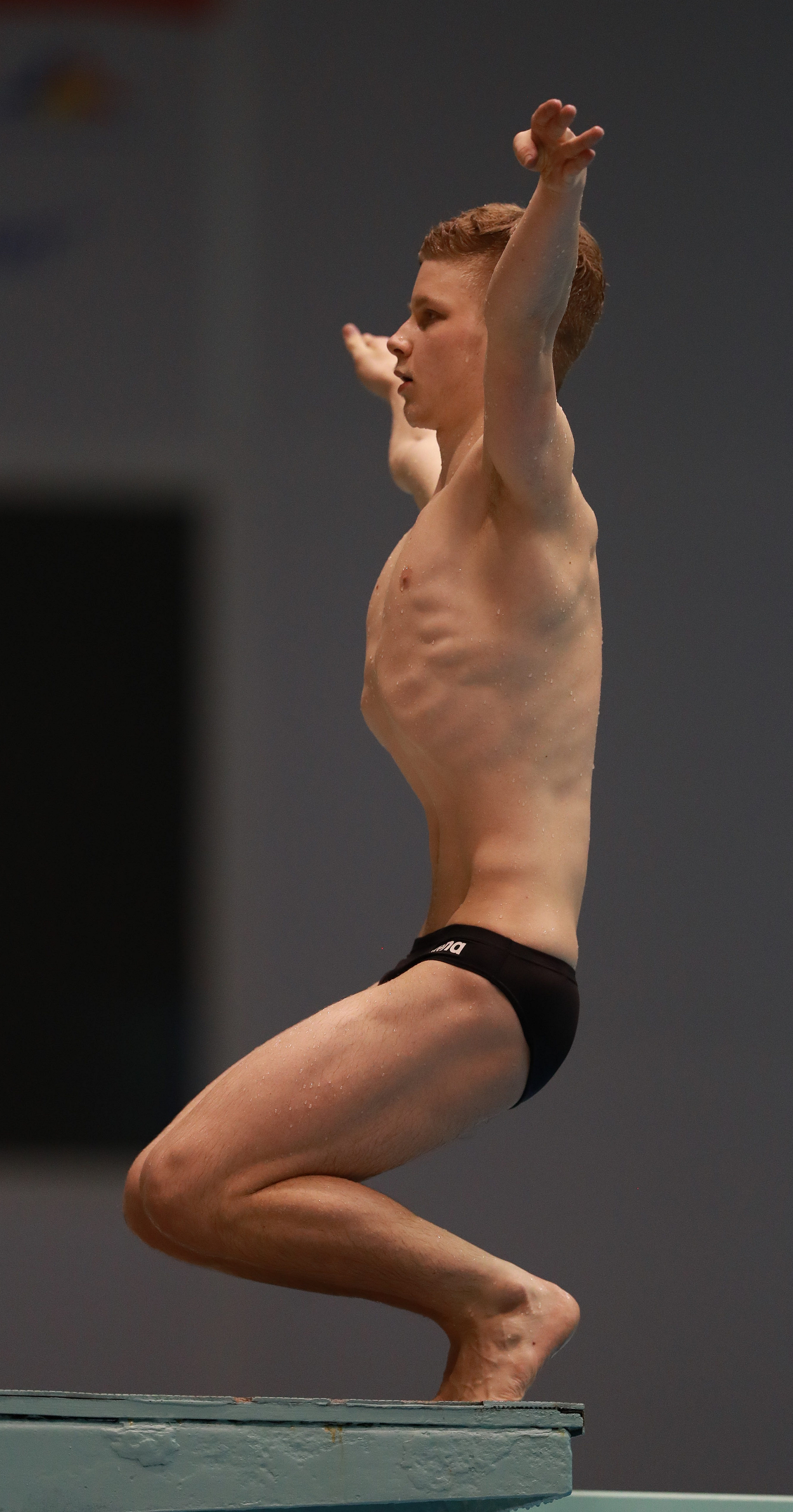
Brustkorb eines erwachsenen Wasserspringers von der Seite.

Der Brustkorb oder Thorax (altgriechisch θώραξ ‚Brustpanzer‘, Plural Thoraces) der Wirbeltiere ist in der Anatomie ein Abschnitt des Rumpfes. Die Wand des Brustkorbs wird von Brustwirbelsäule, Brustbein und Rippen (knöcherner Thorax, Teil vom Skelett des Menschen) sowie von Muskulatur gebildet. Er umschließt die Brusthöhle (Cavum thoracis) und, aufgrund der Kuppelform des Zwerchfells, auch den oberen (bei Tieren vorderen) Teil der Bauchhöhle. Die am Thorax außen und innen ansetzende Atemmuskulatur ermöglicht die Atmung bei landlebenden Wirbeltieren.

## Anatomie
Der Zugang zum Brustkorb wird von der oberen und unteren Thoraxapertur gebildet. Der Brustbeinwinkel (Angulus sterni) liegt beim Menschen in Höhe der 2. Rippe. Die knorpelige Spitze der 11. Rippe kann seitlich, die der 12. Rippe hinten getastet werden. Der untere Winkel (Angulus inferior) des Schulterblatts (Scapula) liegt in Höhe der 7. Rippe und des 7. Zwischenrippenraumes (Interkostalraum).
Im Inneren des Brustkorbs (intrathorakal) liegt die Brusthöhle. Sie ist durch eine Scheidewand (Mediastinum) in zwei Pleurahöhlen geteilt. Im Mediastinum liegen das Herz, der Thymus, große Blutgefäße (Brustteil der Aorta, Hohlvenen, Lungengefäße), Luft- und Speiseröhre, verschiedene Nerven (Nervus phrenicus, Nervus vagus, Grenzstrang), Lymphknoten, Ductus lymphaticus dexter und Ductus thoracicus. Seitlich des Mediastinum liegen die Lungen. Aufgrund der Wölbung der Zwerchfellkuppel liegen auch einige Organe des Oberbauchs noch innerhalb des Thorax („intrathorakal“).

## Klinische Aspekte

Normalbefund eines M-Modes des Thorax: Seashore-Zeichen

Die Untersuchung des Brustkorbinneren erfolgt durch Perkussion, Röntgen-Thorax und andere bildgebende Verfahren oder Thorakoskopie.
Verletzungen des Brustkorbs führen zu Hämatothorax (Blutansammlung), Pneumothorax (Luftansammlung), Spannungspneumothorax oder Chylothorax (Lymphansammlung). Bei einer starken Kompression des Brustkorbs kann es zu einer traumatischen Asphyxie kommen. Schwierig ist die Unterscheidung eines nicht durch eine Herzerkrankung bedingten Thoraxschmerzes von einer echten Angina pectoris. Das Absaugen von Flüssigkeiten aus dem Thorax wird Thorakozentese genannt.
Zu Fehlbildungen des Brustkorbs gehören vertikal verlaufende Ein- oder Ausstülpungen (Kielbrust, Trichterbrust), quer verlaufende Einschnürungen (Glockenthorax, Harrison-Furche) sowie Brustkorbasymmetrien, etwa ein Rippenbuckel bei Skoliose oder Verdrehungen des Brustbeins (Harrenstein-Deformität). Einen unvollständigen Schluss des Thorax beim Embryo nennt man Thorakoschisis.
Die Bezeichnung Brustfieber, die man in älteren Dokumenten als Todesursache finden kann, bezeichnet verschiedene fieberhafte Erkrankungen der Thoraxorgane, wie etwa Lungenentzündung und Pleuritis.

## Thoraxchirurgie
Die Thoraxchirurgie (Brustkorb-Chirurgie) umfasst die Prävention, Diagnostik einschließlich der instrumentellen Untersuchungsverfahren, die chirurgische Therapie sowie die postoperative Behandlung von Erkrankungen und Fehlbildungen der Lunge, der Pleura, des Bronchialsystems, des Mediastinums und der Thoraxwand, insbesondere im Rahmen der Tumorbehandlung. Früher befasste sie sich auch mit dem inzwischen eigenständigen Gebiet der Herzchirurgie. Sie erfolgt zumeist als Thorakotomie, also mit Eröffnung des Thorax, welche mit der von der Suche nach einer technischen Möglichkeit zur transthorakalen Operation von Speiseröhrenkrebs motivierten Erfindung Sauerbruchs von 1904 (eine Unterdruckkammer, in der sich Patient und Chirurg befanden, während der Kopf des Patienten außerhalb der Kammer beatmet wurde) häufiger angewendet werden konnte.
Die erste Lungenresektion erfolgte 1881 zunächst an einem Hund durch Themistocles Gluck, und dann im selben Jahr durch Carl Block erstmals an einem Menschen bei einer an Tuberkulose erkrankten Patientin. Diese überlebte jedoch den Eingriff nicht und Block tötete sich daraufhin. Erfolgreiche Lungenresektion im heutigen Sinne erfolgten erst im 20. Jahrhundert, ebenso (durch Churchill, Belsey und Richard Overholt) die ersten Lungensegmentresektionen. Zu den ersten Wegbereitern der modernen Thoraxchirurgie gehörten Harold Brunn in den USA und Ferdinand Sauerbruch in Deutschland. Die moderne Lungenchirurgie förderte auch Tuffier mit seiner Schrift Über die chirurgische Behandlung der Lungentuberkulose (1910).
Zu Beginn des 20. Jahrhunderts eröffnete unter anderem die Einführung der auch schon Sauerbruch und seinem Lehrer Mikulicz als Tierexperimente bekannten endotrachealen Intubation vor Beginn von Narkose in Überdruckbeatmung (zur Vermeidung des Kollapses der Lunge bei Operationen am offenen Brustkorb) umfangreichere Möglichkeiten und eine Verbreitung operativer Eingriffe im Brustkorb. Im Jahr 1953 wurde die Zeitschrift Thoraxchirurgie durch Albert Lezius, Rudolf Nissen und Karl Vossschulte begründet.
Immer mehr an Bedeutung gewannen im 21. Jahrhundert videoassistierte minimalinvasive Operationstechniken wie die Thorakoskopie: Sie ermöglichen minimale Hautschnitte, die ein deutlich reduziertes operatives Trauma im Vergleich zu offenen Operationen hervorrufen.

## Thoraxdrainagen
Als Thoraxdrainage wird ein Schlauch oder eine Kanüle bezeichnet, die eine Verbindung vom Inneren des Brustkorbs mit dem Äußeren des Körpers herstellt. Bereits im Altertum (so bei den Hippokratikern und in der Schule von Alexandria) war die Drainage von Pleuraempyemen als offene Ableitung nach außen bekannt. Im Jahr 1856 führte der Hamburger Kinderarzt Gotthard Bülau eine Unterdruckdrainage für die Behandlung tuberkulöser Empyeme ein. Diese Bülau-Drainage trug später bei allen brustkorberöffnenden Operationen entscheidend zur Vermeidung postoperativer Komplikationen bei. Unter dem Begriff Thoraxdrainage sind Mediastinaldrainagen, Pleuradrainagen und Herzbeuteldrainagen zusammengefasst. In der Regel münden diese Drainagen in Auffanggefäßen, die an einer Absaugvorrichtung, einem Wasserschloss oder einem Heimlichventil angeschlossen sind. Die Größe variiert nach Typ und Funktion bis zu 36 Charrière.

## Bekannte Thoraxchirurgen
- Russell C. Brock (1903–1980), Vereinigtes Königreich
- Harold Brunn (1874–1951), Vereinigte Staaten
- Edward Delos Churchill (1895–1972), Vereinigte Staaten
- Clarence Crafoord (1899–1984), Schweden
- Wladimir Petrowitsch Demichow (1916–1998), Russland
- Emil Karl Frey (1888–1977), Deutschland
- Evarts A. Graham (1883–1957), Vereinigte Staaten
- Albert Lezius (1903–1953), Deutschland
- Clarence Walton Lillehei (1918–1999), Vereinigte Staaten
- Rudolf Nissen (1896–1981), Deutschland
- Richard Overholt (1901–1990), Vereinigte Staaten
- Ferdinand Sauerbruch (1875–1951), Deutschland
- Åke Senning (1915–2000), Schweden
- Karl Vossschulte (1907–2001), Deutschland